# Andrzej Sękowski
Andrzej Edward Sękowski (ur. 29 lipca 1957 w Sopocie) – polski psycholog, profesor nauk humanistycznych, nauczyciel akademicki.

## Wykształcenie i działalność zawodowa
Ukończył studia psychologiczne na Uniwersytecie Marii Curie-Skłodowskiej w Lublinie w 1980. W 1984 uzyskał stopień naukowy doktora w Instytucie Psychologii UMCS. W latach 1985–1994 obejmował stanowisko adiunkta w Zakładzie Psychologii Ogólnej na Uniwersytecie Marii Curie-Skłodowskiej, zaś w latach 1985–1991 pracował na tym samym stanowisku w Katedrze Psychologii Rehabilitacji w Instytucie Psychologii Katolickiego Uniwersytetu Lubelskiego. W 1991 uzyskał stopień naukowy doktora habilitowanego w Instytucie Psychologii KUL. Od 1994 pełnił funkcję profesora nadzwyczajnego i kierownika Katedry Psychologii Różnic Indywidualnych w Instytucie Psychologii na Katolickim Uniwersytecie Lubelskim. W 2001 uzyskał tytuł profesora nauk humanistycznych, zaś w 2002 podjął pracę na stanowisku profesora zwyczajnego w Instytucie Psychologii KUL.
W roku akademickim 2000/2001 przebywał jako stypendysta Programu Fulbrighta na Uniwersytecie Yale, współpracując z. Robertem J. Sternbergiem w Center for the Psychologiy of Abilities, Competencies and Expertise. W latach 1993–1995, jako stypendysta Fundacji Humboldta prowadził badania naukowe na Uniwersytecie Ludwika i Maksymiliana w Monachium, współpracując z zespołem kierowanym przez Kurta Hellera, oraz na Uniwersytecie w Bielefeld. Jako stypendysta Fundacji Kościuszkowskiej, w roku akademickim 1988/1989 odbył staż badawczy na Uniwersytecie Południowego Illinois w Carbondale oraz na Uniwersytecie Columbia. Odbył liczne staże oraz prowadził wykłady w zagranicznych ośrodkach naukowych, m.in. w Stanach Zjednoczonych, Niemczech, Holandii, Belgii i Włoszech.

## Pełnione funkcje
W latach 2005–2012 pełnił funkcję Dziekana Wydziału Nauk Społecznych KUL. W latach 1998–2003 pełnił funkcję Przewodniczącego Lubelskiego Oddziału Polskiego Towarzystwa Psychologicznego, obecnie pełni funkcję Wiceprzewodniczącego Zarządu Głównego Polskiego Towarzystwa Psychologicznego. W latach 1990–1994 zasiadał we władzach Europejskiej Rady ds. Wybitnych Zdolności (General Committee of the European Council for High Ability – ECHA).  Od 1999 jest redaktorem naczelnym Przeglądu Psychologicznego: Organu Polskiego Towarzystwa Psychologicznego. Obejmuje także funkcje redakcyjne w czasopismach naukowych: Journal of Individual Differences (Associate editor), Gifted Education International (Editorial board), Creativity. Theories – Research – Applications (Advisory Board). W 2016 został wybrany na delegata PTP w Europejskiej Federacji Towarzystw Psychologicznych oraz Międzynarodowej Unii Nauk Psychologicznych. Od 2015 zasiada w Radzie Naukowej Instytutu Psychologii PAN. Jest członkiem Rady Naukowej Centralnej Komisji Egzaminacyjnej, a także organizacji naukowych i społecznych: Societas Humboldtiana Polonorum, zarządu Krajowego Funduszu na rzecz Dzieci, Polskiego Stowarzyszenia Stypendystów Fulbrighta.

## Badania naukowe
Prowadzi badania naukowe z zakresu inteligencji, twórczości, wybitnych zdolności oraz postaw społecznych wobec osób niepełnosprawnych. Jest autorem około 300 publikacji, m.in. książek: Osiągnięcia uczniów zdolnych; Osobowość a osiągnięcia artystyczne uczniów szkół muzycznych; Psychologia zdolności. Współczesne kierunki badań; Świat wartości uczniów zdolnych. Jest współautorem adaptacji narzędzi służących do pomiaru: motywacji osiągnięć – Inwentarza Motywacji Osiągnięć H. Schulera, G. C. Thorntona, A. Frintrupa i M. Prochaski LMI Podręcznik oraz stylów komunikacji – Interpersonalnych Skal Przymiotnikowych J. S. Wigginsa. Podręcznik.

## Odznaczenia, nagrody i wyróżnienia
- Laureat Nagrody Ministra Edukacji Narodowej III stopnia za osiągnięcia naukowe (1990)
- Odznaczenie Zasłużony dla Polskiego Towarzystwa Psychologicznego (2004)
- Medal Komisji Edukacji Narodowej (2006)
- Srebrny Krzyż Zasługi (2007)
- Nagroda I Stopnia Rektora Katolickiego Uniwersytetu Lubelskiego im. Jana Pawła II (2009)
- Laur Stulecia Polskiego Towarzystwa Psychologicznego
- Dyplom Rektora Uniwersytetu Warszawskiego za współautorstwo książki pt. Z badań nad pograniczem intelektu i osobowości[11].
- Krzyż Kawalerski Orderu Odrodzenia Polski (2017)[12][13]